# Immeuble Adamas
L'immeuble Adamas, est un immeuble de bureaux situé dans le quartier du Faubourg de l'Arche, quartier de La Défense à Courbevoie près de Paris en France.

## Nom
Adamas (αδαμας en grec ancien) signifie « indomptable ». Le mot « diamant » en est dérivé.

## Construction
Après un premier permis de construire en 2003, les travaux ont débuté en octobre 2008 sur les plans des architectes Ieoh Ming Pei, Cobb, Freed & Partners et le bâtiment a été livré début 2010, il développe une superficie de 10 448 m2 surface hors œuvre nette sur dix niveaux.

## Occupation
Le bâtiment est occupé par la Société générale depuis mars 2011. Le bail a été très vite signé pour un prix au m² de 470 €.

## Transports
Le bâtiment est desservi par la station « Faubourg de l'Arche » située sur la Ligne 2 du tramway d'Île-de-France, la Gare de la Défense est également proche.

## Anecdotes
En août-septembre 2011, les employés de la tour participent à la guerre des post-it (la post-it war) qui sévit dans les immeubles de bureaux de la Défense et dans toute la région. Plusieurs personnages de dessins animés (Snoopy, Homer Simpson...), de jeux vidéo (Super Mario...) et de manga (Vegeta...) apparaissent sur toute la tour. L'immeuble d'en face, abritant la société GDF Suez réagit en dessinant un Tintin astronaute sortant de la fusée d’Objectif Lune sur plusieurs étages. Pour clore la « guerre », les employés de la Société générale dessinent un Astérix qui fait presque toute la tour, monté sur un bouclier porté par Obélix,,.